# Hearts of the World
Hearts of the World is een Amerikaanse oorlogsfilm uit 1918 onder regie van D.W. Griffith.

## Verhaal
Een groep jongelieden groeit op in een vredig dorp op het Franse platteland. Tijdens de Eerste Wereldoorlog wordt het dorp bezet door het Duitse leger. De jongelieden verzetten zich moedig tegen het Duitse terreurbewind, totdat Franse troepen hun dorp opnieuw innemen.

## Rolverdeling
| Acteur            | Personage               |
| ----------------- | ----------------------- |
| Adolph Lestina    | De grootvader           |
| Josephine Crowell | De moeder               |
| Lillian Gish      | Het meisje              |
| Robert Harron     | De jongen               |
| Jack Cosgrave     | De vader van de jongen  |
| Kate Bruce        | De moeder van de jongen |
| Ben Alexander     | De broer van de jongen  |
| Marion Emmons     | De broer van de jongen  |
| Francis Marion    | De broer van de jongen  |
| Dorothy Gish      | De kleine druktemaker   |
| Robert Anderson   | Monsieur Cuckoo         |
| George Fawcett    | De timmerman            |
| George Siegmann   | Von Strohm              |
| Fay Holderness    | De herbergierster       |
| L. Lowry          | De blinde muzikant      |